# Pogotowie ciepłownicze
Pogotowie ciepłownicze – jednostka pracowników, powoływana przez operatora sieci ciepłowniczej. Jej zadania obejmują przyjmowanie informacji o awariach sieci ciepłowniczej (np. wyciekach), awariach dostaw ciepła i ciepłej wody użytkowej, interwencje (naprawa uszkodzeń i awarii) oraz udzielanie informacji o stanie sieci i trwających naprawach.